# Philippe Guerdat
Philippe Guerdat (Bassecourt, 21 de abril de 1952) es un jinete suizo que compitió en la modalidad de salto ecuestre. Es el padre del jinete Steve Guerdat.
Ganó dos medallas en el Campeonato Europeo de Saltos Ecuestres, plata en 1985 y bronce en 1987. Participó en dos Juegos Olímpicos de Verano, ocupando el quinto lugar en Los Ángeles 1984 y el séptimo en Seúl 1988, en la prueba por equipos.

## Palmarés internacional
| Campeonato Europeo | Campeonato Europeo | Campeonato Europeo | Campeonato Europeo |
| Año                | Lugar              | Medalla            | Categoría          |
| ------------------ | ------------------ | ------------------ | ------------------ |
| 1985               | Dinard (Francia)   | Medalla de plata   | Por equipos        |
| 1987               | San Galo (Suiza)   | Medalla de bronce  | Por equipos        |